# Nyi Ageng Serang

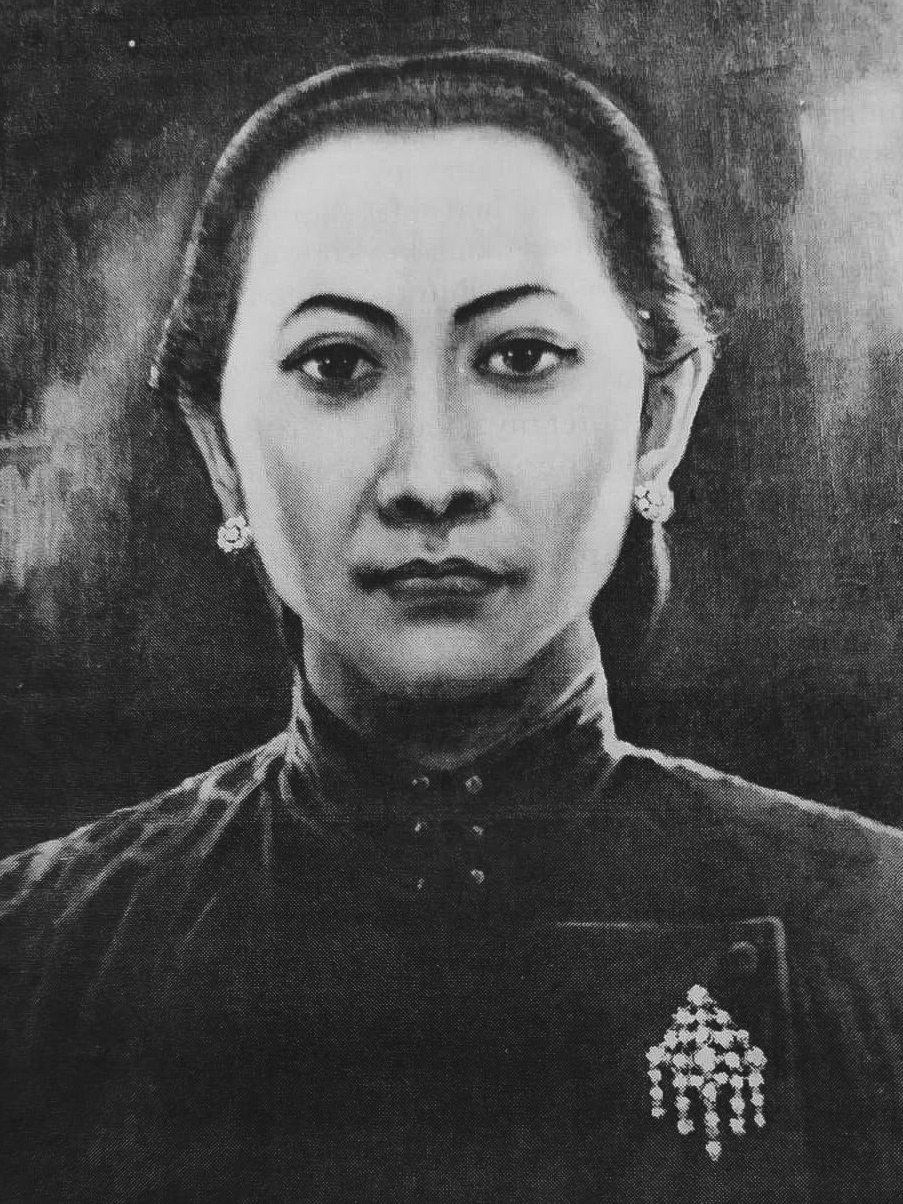
Nyai Ageng Serang

Nyi Ageng Serang (auch bekannt unter ihrem Geburtsnamen Raden Ajeng Kustiyah Wulaningish Retno Edhi, * 1752 in Surakarta; † 1838 in Yogyakarta) war eine Nationalheldin Indonesiens.

## Biografie
Nyi Ageng Serang wurde im Jahr 1752 unter dem Namen Raden Ajeng Kustiyah Wulaningish Retno Edhi in Serang, 40 Kilometer nördlich von Surakarta geboren. Ihr Vater war Pangeran Natapraja (auch bekannt als Panembahan Serang), ein Herrscher Serangs und der Oberbefehlshaber der Armee von Sultan Hamengkubuwono I. Sie war eine Nachfahrin von Sunan Kalijaga, einem islamischen Heiligen. Der Name Nyi Ageng Serang wurde ihr gegeben, nachdem ihr Vater an einer Krankheit starb und sie seinen Platz einnahm.
Sie half ihrem Vater beim Kampf gegen die holländische Kolonialregierung, die ihn angriff weil er trotz des Verbotes durch den Vertrag von Giyanti eigene Truppen aufstellte. Nach dem Kampf wurde sie verhaftet und nach Yogyakarta gebracht. Danach wurde sie zurück nach Serang geschickt.
Zu Beginn des javanesischen Kriegs 1825 übernahm die 73-jährige Nyi Ageng Serang von einer Trage aus den Befehl über die Rebellenstreitkräfte um Diponegoro beim Kampf gegen die Holländer zu helfen. Während des Kriegs wurde sie von ihrem Schwiegersohn Raden Mas Pak-pak begleitet. Sie wurde auch Kriegsberaterin. Sie kämpfte in mehreren Gebieten, darunter Purwodadi, Demak, Semarang, Juwana, Kudus, und Rembang. Sie wurde auch damit beauftragt, die Tempelanlage Prambanan vor den Holländern zu verteidigen. Eine ihrer am besten bekannten Strategien war die Benutzung von Taroblättern als Tarnung, die an Pfähle befestigt wurden, um wie echte Pflanzen auszusehen. Nach drei Jahren gab sie das Kämpfen auf, ihr Schwiegersohn kämpfte jedoch weiterhin. Obwohl sie gegen die Holländer kämpfte, bekam sie von ihnen eine Rente von 100 Gulden pro Monat.
Sie starb 1838 in Yogyakarta und wurde in Beku, im Regierungsbezirk Kulon Progo begraben.

## Vermächtnis
Nyi Ageng Serang wurde am 13. Dezember 1974 durch den Präsidentenerlass Nummer 084/TK/1974 der Titel der Nationalheldin Indonesiens verliehen. Einer ihrer Enkel, Raden Mas Soewardi Soerjaningrat, ist ebenfalls ein Nationalheld.